# Жамбыл (Зерендинский район)
Жамбыл (каз. Жамбыл) — село в Зерендинском районе Акмолинской области Казахстана. Входит в состав Кусепского сельского округа. Код КАТО — 115647600.

## География
Село расположено на северо-востоке района, в 76 км на северо-восток от центра района села Зеренда, в 9 км на юго-восток от центра сельского округа села Оркен.

### Улицы
- микрорайон Айгыржал,
- ул. им. Абылай хана.

### Ближайшие населённые пункты
- село Оркен в 9 км на северо-западе,

- село Озен в 11 км на севере.
- посёлок Алексеевка в 13 км на западе.

## Население
В 1989 году население села составляло 268 человек (из них казахов 100%).
В 1999 году население села составляло 218 человек (110 мужчин и 108 женщин). По данным переписи 2009 года, в селе проживало 114 человек (59 мужчин и 55 женщин).
| Численность населения | Численность населения | Численность населения |
| 1989                  | 1999                  | 2009                  |
| --------------------- | --------------------- | --------------------- |
| 268                   | ↘218                  | ↘114                  |